# Municipio Arampampa
Das Municipio Arampampa ist ein Verwaltungsbezirk im Departamento Potosí im südamerikanischen Anden-Staat Bolivien.

## Lage im Nahraum
Das Municipio Arampampa ist eins von zwei Municipios in der Provinz Bernardino Bilbao, es grenzt im Osten an das Municipio Acasio, im Norden an das Departamento Cochabamba, im Südwesten an die Provinz Alonso de Ibáñez und im Süden an die Provinz Charcas.
Der zentrale Ort des Municipios ist die Ortschaft Arampampa mit 659 Einwohnern (Volkszählung 2012) im nördlichen Teil des Municipios.

## Geographie
Das Municipio Arampampa liegt in der bolivianischen Cordillera Central im Übergangsbereich zum bolivianischen Tiefland.
Die mittlere Durchschnittstemperatur der Region liegt bei etwa 14-15 °C (siehe Klimadiagramm Arampampa) und schwankt nur unwesentlich zwischen knapp 11 °C im Juni und Juli und knapp 17 °C im November und Dezember. Der Jahresniederschlag beträgt gut 500 mm und weist eine ausgeprägte Trockenzeit von April bis Oktober mit Monatsniederschlägen von weniger als 20 mm auf, nur in der kurzen Feuchtezeit von Januar bis Februar fallen 100 bis 140 mm Monatsniederschlag.

## Bevölkerung
Die Einwohnerzahl des Municipios ist zwischen 1992 und 2024 teilweise angestiegen, jedoch zuletzt wieder stark rückläufig:
| Jahr | Einwohner | Quelle       |
| ---- | --------- | ------------ |
| 1992 | 4228      | Volkszählung |
| 2001 | 4859      | Volkszählung |
| 2012 | 4545      | Volkszählung |
| 2024 | 3623      | Volkszählung |

Die Lebenserwartung der Neugeborenen lag bei der letzten Volkszählung von 2001 bei 56 Jahren, der Alphabetisierungsgrad bei den über 15-Jährigen bei 66 Prozent, und der Anteil der städtischen Bevölkerung im Municipio beträgt 0 Prozent.

## Politik
Ergebnis der Regionalwahlen (concejales del municipio) vom 4. April 2010:
| Wahlberechtigte |  | Stimmen | gültig |  | MAS-IPSP |
| --------------- |  | ------- | ------ |  | -------- |
| 1.568           |  | 1.244   | 788    |  | 788      |
|                 |  | 100 %   | 63,3 % |  | 100,0 %  |

Ergebnis der Regionalwahlen (elecciones de autoridades políticas) vom 7. März 2021:
| Wahl- berechtigte |  | Wahl- beteiligung | gültige Stimmen |  | MAS-IPSP | AS      | MTS    | C-A    |
| ----------------- |  | ----------------- | --------------- |  | -------- | ------- | ------ | ------ |
| 1.536             |  | 1.272             | 1.073           |  | 746      | 268     | 31     | 8      |
|                   |  | 82,81 %           | 84,36 %         |  | 69,52 %  | 24,98 % | 2,89 % | 0,75 % |

## Gliederung
Das Municipio untergliedert sich in die folgenden fünf Kantone (cantones):
- 05-1301-01 Kanton Arampampa – 32 Ortschaften – 2.832 Einwohner
- 05-1301-05 Kanton Molle Villque – 1 Ortschaft – 125 Einwohner
- 05-1301-06 Kanton Pararani – 1 Ortschaft – 82 Einwohner
- 05-1301-07 Kanton Santiago – 11 Ortschaften – 830 Einwohner
- 05-1301-08 Kanton Sarcuri – 11 Ortschaften – 676 Einwohner

## Ortschaften im Municipio Arampampa
- Kanton Arampampa
  - Arampampa 659 Einw.

- Kanton Molle Villque
  - Molle Villque 125 Einw.

- Kanton Santiago
  - Santiago 155 Einw.